# Новая (Ярославский район)
Новая — деревня в Ярославском районе Ярославской области. Входит в состав Некрасовского сельского поселения.

## География
Находится в восточной части Ярославской области на расстоянии приблизительно 17 км на север-северо-запад по прямой от железнодорожного вокзала Ярославль-Главный.

## История
В 1898 году деревня еще не была учтена.

## Население
Численность населения: 0 в 2002 году, 3 в 2010.